# Anne McCaffrey
Anne Inez McCaffrey (Cambridge, 1º de abril de 1926 — Newcastle, 21 de novembro de 2011) foi uma escritora de ficção especulativa.

## Vida
Nascida nos Estados Unidos e naturalizada irlandesa, ao longo de sua carreira de quase 50 anos, publicou mais de oitenta livros, entre os quais lançou onze séries de ficção, sempre transitando entre a literatura de ficção científica, sua grande paixão, e o romance e seus vários subgêneros. Sua obra mais famosa, considerada um dos clássicos da ficção científica, é a série Dragonriders of Pern, iniciada com o volume Dragonflight, de 1968.
Anne foi a primeira escritora a ganhar tanto um Nebula Award quanto um Hugo Award, dos dois mais importantes prêmios da literatura de ficção e fantasia. O terceiro voluma da série Dragonriders of Pern, The White Dragon, publicado em 1978 nos Estados Unidos, foi a primeira obra de ficção científica a aparecer New York Times Best Seller list. Em 2005, na Science Fiction and Fantasy Writers of America, a autora foi premiada como a 22ª maior escritor(a) de todos os tempos de ficção e fantasia. Oficialmente, ela foi introduzida na Science Fiction Hall of Fame em uma cerimônia em 17 de junho de 2006.

## Biografia
Anne nasceu em Cambridge, uma cidade nos arredores de Boston, no estado americano de Massachusetts, em 1926. Filha de George Herbert McCaffrey, um coronel do exército norte-americano, e Anne Dorothy McElroy-McCaffrey, foi a segunda dos três filhos do casal e a única menina. Seus avós por parte de mãe eram irlandeses e sua bisavó por parte de pai também era irlandesa.
Na infância, frequentou o Stuart Hall, um colégio interno só para meninas em Stauton, no estado da Virgínia. Em 1939, aos treze anos, mudou-se com sua família para a cidade de Bloomfield, em Nova Jersey, onde passou toda a adolescência, e se formou no ensino médio na Montclair High School na cidade vizinha de Montclair. Em 1943, aos dezessete anos, ingressou na Radcliffe College, situada em sua cidade natal, Cambridge, onde cursou Literatura com especialização em Línguas Eslavas, uma grande paixão sua desde que conheceu a obra de Liev Tolstói, especialmente Anna Karenina.
No ano de 1950, com vinte e quatro anos, casou-se com o jornalista Horace Wright Johnson (1920-2009), com quem teve três filhos: Alec Anthony (1952-), Todd (1956-) e Georgeanne (1959-). Com exceção de sete meses vivendo em Düsseldorf, na Alemanha Ocidental, aonde Horace trabalhou como correspondente internacional, Anne e sua família viveram todos os anos 50 e início dos anos 60 na cidade de Wilmington, no estado de Delaware, até se mudarem, em 1965, para a pequena cidade litorânea de Sea Cliff, em Long Island. Foi a partir daí, na casa de frente para a praia da família em Sea Cliff, que Anne se tornou uma escritora em tempo integral.
Em 1970, já uma autora reconhecida, ela e Horace se separaram. Em consequência, Anne decidiu se mudar com os filhos para a Irlanda, país com quem sempre teve uma ligação muito forte. Ela inicialmente se estabeleceu na capital, Dublin, com os três filhos e a mãe, que foi morar junto com ela na Europa. No ano seguinte, foi premiada British Science-Fiction Convention pelo volume inicial da série Dragonriders of Pern, Dragonflight. Foi também em 1971 que McCaffrey publicou o segundo volume, Dragonquest, lançado nos Estados Unidos e na Inglaterra. Nessa época, conheceu o cientista irlandês Jack Cohen, seu vizinho em Dublin, de quem se tornou grande amiga e a quem consultava constantemente para compor todos os conceitos científicos de sua série Dragonriders of Pern.

## Carreira como escritora
Anne McCaffrey iniciou sua carreira como escritora nos anos 1950, quando publicou dois contos: o primeiro e mais conhecido deles, "Freedom of the Race", era sobre uma mulher que era engravidada por alienígenas em um experimento científico destes. Publicada em 1954 na famosa revista americana Science-Fiction Plus, a estória foi escrita em 1952, quando Anne estava gravida de seu primeiro filho, Alec. O segundo conto, escrito em 1953, foi intitulado "The Lady in the Tower", foi publicado tanto na The Magazine of Fantasy and Science Fiction como na The Year's Greatest Science Fiction, entre 1954 e 1955.
Judith Merril, editora da The Year's, indicou, na época, a autora a agente literária Virginia Kidd, sua amiga pessoal, e McCaffrey logo a contratou-a, tendo sido sua agente por décadas. Foi também por influência de Merril que Anne entrou para a  Milford Writer's Workshop. Foi para a Milford que a autora escreveu o conto "The Ship Who Sang", que mais tarde inspiraria McCaffrey a desenvolver a série Brain & Brawn Ship.
Até iniciar a escrita de um romance propriamente dito, em 1964, Anne escreveu mais dois contos dentro do universo de "The Ship Who Sang". Em 1967, foi publicado seu primeiro romance, Restoree, um livro solo. Outro livro solo de sua autoria, Decision at Doona escrito em 1968, foi lançado em 1969 nos Estados Unidos.
Anne McCaffrey escreveu o primeiro esboço de Dragonflight entre o final de 1965 e início de 1966, quando já tinha finalizado seu primeiro romance, Restoree, e estava apenas à espera de uma editora que publicasse-o. O primeiro volume da série Dragonriders of Pern foi inspirado em um conto que McCaffrey havia escrito na primavera de 1965, "Weyr Search", que apresenta aos leitores o mundo de Pern. O conto foi publicado, no entanto, apenas em 1967 na Analog Science Fiction and Fact, dez meses antes da publicação do próprio romance Dragonflight pela editora Ballantine Books nos Estados Unidos, e este, por sua vez, apenas quatro meses depois da publicação de Restoree também lançado pela Ballantine no mercado americano. Dragonflight foi um divisor de águas na carreira de Anne, sucesso estrondoso de vendas tanto nos Estados Unidos como na Europa. Foi logo trazido, em 1971, para o francês, e até 1976 para o norueguês, o sueco, o alemão, o holandês e o dinamarquês.
Em 1970, Anne e sua família se mudaram dos Estados Unidos para a Irlanda. Na época, ela já havia escrito boa parte do esboço de Dragonquest, segundo volume da saga, e terminou o restante quando já estava instalada em Dublin. O livro foi publicado no final daquele ano. Como seu contrato com a Ballantine permitia, ainda em 1970, McCaffrey escreveu mais dois livros, desta vez para a editora Dell Books: The Mark of Merlin e The Ring of Fear. Em 1971, Anne começou a escrever o esboço inicial de The White Dragon, terceiro e último volume da trilogia inicial de The Dragonriders of Pern, mas este não seria terminado antes de 1978.
Ela continuou a publicar contos em revistas especializadas e a escrever romances. Em 1976, completou e publicou Dragonsong, primeiro volume da nova trilogia da saga Dragonriders of Pern — que seria batizada de trilogia Harper Hall — enquanto não finalizava o terceiro volume da trilogia inicial. Com o contínuo sucesso de seus livros, Anne conseguiu um contrato com a editora americana Atheneum Books, subordinada da Simon & Schuster, pela qual publicaria boa parte de suas obras posteriores.
Durante os vinte primeiros anos na Irlanda, Anne e sua família viveram entre Dublin e Dún Laoghaire, cidade nos arredores da capital irlandesa. Em 1989, no entanto, McCaffrey comprou um terreno da cidadezinha de Newcastle, situada no litoral do condado de Wicklow, a 45 km ao sul de Dublin — e lá, financiou a construção de sua casa, que ela mesma desenhou. A construção da residência levou dois anos, sendo finalizada em 1991. Ela escolheu o condado de Wicklow pois havia se apaixonado pela região costeira do condado em um período de férias que havia passado no local com sua família nos anos 70. Como uma homenagem às criaturas sobre as quais escreveu e que lhe rendeu uma proeminente fortuna, McCaffrey batizou a residência de "Dragonhold-Underhill".

### Colaborações
Na primeira metade dos anos 90, Anne McCaffrey escolheu a escritora e grande fã de sua obra, Elizabeth Ann Scarborough, para escrever junto com ela: juntas, escreveram a série Petaybee, que consiste na trilogia Powers, nos volumes Powers that Be, de 1993, Power Lines, de 1994 e Power Plays, de 1995, e na trilogia The Twins of Petaybee, nos volumes Changelings, de 2005, Maelstrom, de 2006, e Deluge, de 2008.
Na segunda metade da década, porém, Anne McCaffrey se juntou a Margaret Ball, outra escritora e grande fã de sua obra. As duas escreveram dois romances, iniciando a série Acorna: Acorna: The Unicorn Girl, em 1997 e Acorna's Quest, em 1998.
Ball, no entanto, deixou a série para poder escrever seus próprios romances, e em seu lugar, Anne convidou Elizabeth Ann Scarborough, que já havia colaborado com ela na então trilogia de Petaybee (1993-1995). McCaffrey e Scarbourough deram continuidade a série Acorna lançando os volumes: Acorna's People, em 1999, Acorna's World, em 2000, Acorna's Search em 2001, Acorna's Rebels, de 2003, e Acorna's Triumph, em 2004, dando como finalizada a heptalogia Acorna. No entanto, logo depois as duas iniciaram uma nova série, Acorna's Children, que dava seguimento a série Acorna, baseada no mesmo universo em que se ela situa: consistindo numa trilogia, nos seguintes volumes: First Warning, lançado em 2005, Second Wave, de 2006 e Third Watch de 2007. Elas ainda escreveram mais dois romances juntas: Catalyst e Catacombs, ambos lançados em 2010.
Em no início dos anos 2000, Anne McCaffrey e seu filho, Todd McCaffrey, escreveram mais cinco livros para a série Dragonriders of Pern: Dragon's Kin, em 2003, Dragon's Fire, em 2006, Dragon Harper, em 2007, Dragon's Time em 2011 e Sky Dragons, em 2012, este último publicado postumamente. Sozinho, Todd escreveu Dragonsblood, em 2005, Dragonheart, de 2008, e Dragongirl em 2010. Todd também escreveu The Dragonlover's Guide to Pern — um guia ilustrado da história e da geografia do planeta Pern, baseado nas ideias de sua mãe e aprovado por ela, lançado em 1989 — e Dragonholder: The Life and Dreams (so Far) of Anne McCaffrey, uma biografia de sua mãe lançada em 1999. Em entrevistas, Todd afirmou que pretende seguir escrevendo novos livros para a série.
Além de Elizabeth Ann Scarborough, Margaret Ball e seu filho Todd McCaffrey, Anne McCaffrey colaborou, ao longo de sua carreira de quase meio século, com os seguintes autores: Jody Lynn Nye, S. M. Stirling e Mercedes Lackey, entre outros.
No entanto, Anne permitiu que apenas a ela e seu filho escrevessem volumes para a série Dragonriders of Pern, sozinhos ou em colaboração. De acordo com Todd, a mãe também estendeu esse benefício para sua irmã, Georgeanne, em colaboração com o irmão ou sozinha.

## Morte
Anne McCaffrey morreu em 21 de novembro de 2011, devido a um AVC, em sua casa, chamada de Dragonhold-Underhill, em Wicklow, na Irlanda.

## Publicações

### Restoree
O primeiro romance de McCaffrey foi Restoree, publicado pela Ballantine Books em 1967.
- Restoree (1967) ISBN 978-0-552-08344-7

### Universo dos Planetas Sentient Federados
Várias das séries de McCaffrey e mais da metade de seus livros compartilham como pano de fundo um universo governado pelos "Federated Sentient Planets" ou "Federation" ou "FSP".

#### Dragonriders da série Pern
As obras mais famosas de McCaffrey são a série Dragonriders of Pern.

##### Contos e novelas
- "Weyr Search", Analog Magazine, Out. 1967 (posteriormente incorporada à  Dragonflight)
- "Dragonrider", Analog Magazine – duas partes, dezembro de 1967/janeiro de 1968 (posteriormente incorporada à Dragonflight)
- "The Smallest Dragonboy", Science Fiction Tales ed. Roger Elwood (Rand McNally, 1973) reimpresso em A Gift of Dragons, e Get Off The Unicorn.
- "A Time When", N.E.S.F.A. Press, edição limitada de capa dura impressa para uma aparição de honra em Boskone (uma convenção em Boston) 1975 (posteriormente incorporada ao The White Dragon)
- "Rescue Run", Analog Magazine, agosto de 1991 (mais tarde incorporado ao The Chronicles of Pern: First Fall)
- "The P.E.R.N. Survey", Amazing Magazine, setembro de 1993 (posteriormente incorporado ao The Chronicles of Pern: First Fall)
- "The Dolphin's Bell", publicado como uma edição limitada, livro encadernado em couro pela The Wildside Press, 1993 (mais tarde incorporado ao The Chronicles of Pern: First Fall)
- "The Girl Who Heard Dragons", originalmente publicado como Tor Book por Tom Doherty Associates, LLC, em 1994 e A Gift of Dragons, também por Street Press, 1986
- "Runner of Pern", Legends, uma antologia editada por Robert Silverberg
- "Ever the Twain", A Gift of Dragons
- "Beyond Between", Legends II: New Short Novels by the Masters of Modern Fantasy, editado por Robert Silverberg

#### Livros
a ordem de publicação: para uma lista em ordem histórica de Pern, consulte a lista cronológica de livros de Pern
- "Weyr Search" (Analog, 1967)
- "Dragonrider" (Analog, 1968)
- Dragonflight (1968) ISBN 978-0-345-45633-5, ISBN 978-0-552-08453-6  – correção de "Weyr Search" e "Dragonrider"
- Dragonquest (1971) ISBN 978-0-345-33508-1
- "The Smallest Dragonboy" (1973, em Science Fiction Tales , ed. Roger Elwood ); também em coleções não Pern Get Off the Unicorn e A Gift of Dragons
- "A Time When" (1975) (NESFA Press) ISBN 978-0-915368-07-5
- Dragonsong (1976) ISBN 978-0-689-86008-9
- Dragonsinger (1977) ISBN 978-0-689-86007-2
- The White Dragon (1978) ISBN 978-0-345-34167-9 – incorporando "A Time When"
- Dragondrums (1979) ISBN 978-0-689-86006-5
- Moreta: Dragonlady of Pern (1983) ISBN 978-0-345-29873-7
- Nerilka's Story (1986) ISBN 978-0-345-33949-2
- "The Girl Who Heard Dragons" (novela de 1986); também na coleção não-Pern com o mesmo nome
- Dragonsdawn (1988) ISBN 978-0-345-36286-5
- The Renegades of Pern (1989) ISBN 978-0-345-36933-8
- All the Weyrs of Pern (1991) ISBN 978-0-345-36893-5
- "Rescue Run" (Analog 111:10, August 1991)
- The Chronicles of Pern: First Fall (1993) ISBN 978-0-345-36899-7 – coleção de contos de Pern
  - "The Survey: P.E.R.N." (também em Amazing, 1993)
  - "The Dolphins' Bell"
  - "The Ford of Red Hanrahan"
  - "The Second Weyr"
  - "Rescue Run" (1991)
- The Dolphins of Pern (1994) ISBN 978-0-345-36895-9
- Red Star Rising ou Red Star Rising: Second Chronicles of Pern (1996) ISBN 978-0-552-14272-4 ou Dragonseye (EUA) ISBN 978-0-345-41879-1
- The Masterharper of Pern (1998) ISBN 978-0-345-42460-0
- "Runner of Pern" (1998, na antologia Legends, ed. Robert Silverberg ISBN 978-0-312-86787-4)
- The Skies of Pern (2001) ISBN 978-0-345-43469-2
- A Gift of Dragons (2002) ISBN 978-0-345-45635-9 – Pern coleção de contos
  - "The Smallest Dragonboy" (1973)
  - "The Girl Who Heard Dragons" (1986)
  - "Runner of Pern" (1998)
  - "Ever the Twain" (2002)
- Dragon's Kin (2003) (Anne & Todd McCaffrey) ISBN 978-0-345-46200-8
- "Beyond Between" (2003, na antologia Legends II, ed. Robert Silverberg ISBN 978-0-345-45644-1)
- Dragonsblood (2005) (Todd McCaffrey) ISBN 978-0-345-44124-9
- Dragon's Fire (2006) (Anne & Todd McCaffrey) ISBN 978-0-345-48028-6
- Dragon Harper (2007) (Anne & Todd McCaffrey) ISBN 978-0-345-48030-9
- Dragonheart (2008) (Todd McCaffrey) ISBN 978-0-582-36401-1
- Dragongirl (2010) (Todd McCaffrey) ISBN 978-0-593-05587-8
- Dragon's Time (2011) (Anne & Todd McCaffrey) ISBN 978-0-345-50089-2
- Sky Dragons (2012) (Anne & Todd McCaffrey) ISBN 978-0-593-06621-8
- Dragon’s Code (2018) (Gigi McCaffrey) ISBN 978-1-101-96474-3
- After the Fall (em andamento)

#### The Brain & Brawn Ship series
A série Brain & Brawn Ship compreende sete romances. Apenas o primeiro foi escrito apenas por Anne McCaffrey, uma correção de cinco histórias publicadas anteriormente.
Os livros Ship são ambientados no mesmo universo dos livros Crystal Singer, já que os pares Brainship -Brawn eram personagens no segundo e terceiro volumes dessa série.
- The Ship Who Sang (1969) (revisão de histórias de 1961, 1966, e 1969) ISBN 978-0-345-33431-2
- PartnerShip (1992) com Margaret Ball, ISBN 978-0-671-72109-1
- The Ship Who Searched (1992) com Mercedes Lackey, ISBN 978-0-671-72129-9
- The City Who Fought (1993) com S.M. Stirling, ISBN 978-0-671-87599-2
- The Ship Who Won (1994) com Jody Lynn Nye, ISBN 978-0-671-87657-9

Esta série também inclui entradas solo de Stirling e Nye:
- The Ship Errant (1996) por Jody Lynn Nye, ISBN 978-0-671-87854-2
- The Ship Avenged (1997) por S.M. Stirling, ISBN 978-0-671-87861-0

Todos, exceto o primeiro, foram lançados em edições coletivas de dois como Brain Ships (2003, McCaffrey, Ball & Lackey); O Navio que Salvou os Mundos (2003, McCaffrey & Nye); A cidade e o navio (2004, McCaffrey & Stirling).

#### A série Crystal
A série Crystal, catalogada pelo Internet Speculative Fiction Database sob o nome Crystal Universe, compreende cinco romances publicados a partir de 1982 e quatro contos anteriores que serviram de base para o primeiro livro, The Crystal Singer. Três dos romances compõem a trilogia Crystal, ou trilogia Crystal Singer após o primeiro deles.
- Trilogia do Crystal ou Crystal Singer trilogy
  - Crystal Singer (1982) ISBN 978-0-345-32786-4 (baseado em quatro histórias publicadas em1974/1975)
  - Killashandra (1986) ISBN 978-0-345-31600-4
  - Crystal Line (1992) ISBN 978-0-345-38491-1

As edições Omnibus foram publicadas como The Crystal Singer Trilogy (1996) e The Crystal Singer Omnibus (1999).
ISFDB cataloga dois outros romances como livros "Crystal Universe".
- The Coelura (1983) ISBN 978-0-312-93042-4
- Nimisha's Ship (1998) ISBN 978-0-345-43425-8

### Ireta
A série Ireta, conforme catalogada pelo ISFDB , compreende cinco romances, dois "Dinosaur Planets" de Anne McCaffrey 1978 e 1984, e três "Planet Pirates" escritos com co-autores na década de 1990.
Eles compartilham uma premissa fictícia e alguns personagens. Os eventos de Dinosaur Planet coincidem com os capítulos finais de The Death of Sleep , assim como Dinosaur Planet Survivors com Sassinak; Generation Warriors continua e conclui as histórias de ambas as séries.

#### A série Dinosaur Planet
Quando a equipe do Corpo de Exploração e Avaliação chegou ao planeta Ireta, os dinossauros não eram o que esperavam encontrar.
- Dinosaur Planet (1978) ISBN 978-0-345-31995-1
- Dinosaur Planet Survivors (1984) ISBN 978-0-345-27246-1

As edições Omnibus foram lançadas sob os títulos The Ireta Adventure (1985), The Dinosaur Planet Omnibus (2001) e The Mystery of Ireta (2004).

#### A trilogia Planet Pirates
Nem tudo está bem no FSP: piratas atacam as rotas espaciais. Nesta série, sobreviventes de Ireta e sobreviventes de ataques de piratas espaciais unem forças.
- Sassinak (1990-03-01) com Elizabeth Moon, ISBN 978-0-671-69863-8
- The Death of Sleep (1990-06-01) com Jody Lynn Nye, ISBN 978-0-671-69884-3
- Generation Warriors (1991-02-01) com Elizabeth Moon, ISBN 978-0-671-72041-4

Edição Omnibus: The Planet Pirates (1993).

### O universo Talents
"The Talents Universe", conforme catalogado pelo Internet Speculative Fiction Database, compreende duas séries. Eles compartilham uma premissa fictícia. Oito livros, todos escritos apenas por Anne McCaffrey, estão enraizados em sua segunda história (1959) e três histórias publicadas em 1969.

#### A série Talent
- To Ride Pegasus (1973) (coleção de histórias de 1969 e 1973) ISBN 978-0-345-33603-3
- Pegasus in Flight (1990) ISBN 978-0-345-36897-3
- Pegasus in Space (2000) ISBN 978-0-345-43467-8

#### A série Tower and Hive
- The Rowan (1990) (parcialmente baseado na história de 1959 "Lady in the Tower") ISBN 978-0-441-73576-1
- Damia (1991) (parcialmente baseado no curta de 1969 "A Meeting of Minds") ISBN 978-0-441-13556-1
- Damia's Children (1993) ISBN 978-0-441-00007-4
- Lyon's Pride (1994) ISBN 978-0-441-00141-5
- The Tower and the Hive (1999) ISBN 978-0-441-00720-2

### Doona
- Decision at Doona (1969) ISBN 978-0-345-35377-1
- Crisis on Doona (1992) com Jody Lynn Nye, ISBN 978-0-441-23194-2
- Treaty at Doona (1994) com Jody Lynn Nye, ISBN 978-0-441-00089-0 (Originally Treaty Planet)

Edição omnibus dos dois últimos: Doona (2004).

### Universo Petaybee
O universo Petaybee compreende duas trilogias de Anne McCaffrey e Elizabeth Ann Scarborough.

#### Trilogia Powers
- Powers That Be (1993) com Elizabeth Ann Scarborough, ISBN 978-0-345-38173-6
- Power Lines (1994) com Elizabeth Ann Scarborough, ISBN 978-0-345-38780-6
- Power Play (1995) com Elizabeth Ann Scarborough, ISBN 978-0-345-38781-3

#### A série Gêmeos de Petaybee
- Changelings (2005) com Elizabeth Ann Scarborough, ISBN 978-0-345-47002-7
- Maelstrom (2006) com Elizabeth Ann Scarborough, ISBN 978-0-345-47004-1
- Deluge (2008) com Elizabeth Ann Scarborough, ISBN 978-0-345-47006-5

### A série Barque Cat
Esta duologia é uma colaboração entre Anne McCaffrey e Elizabeth Ann Scarborough que apresenta um novo universo com Barque Cats e seus humanos especiais telepaticamente ligados.
- Catalyst (2010) com Elizabeth Ann Scarborough
- Catacombs (2010) com Elizabeth Ann Scarborough[22]

### A série Freedom
A série Freedom ou "Catteni Sequence" compreende um conto de 1970 e quatro romances Freedom escritos de 1995 a 200.
- Freedom's Landing (1995) ISBN 978-0-441-00338-9 (baseado no conto de 1970  "The Thorns of Barevi")
- Freedom's Choice (1996) ISBN 978-0-441-00531-4
- Freedom's Challenge (1998) ISBN 978-0-441-00625-0
- Freedom's Ransom (2002) ISBN 978-0-441-01020-2

### Universo Acorna
A "série Acorna Universe" compreende dez romances publicados de 1997 a 2007, sete às vezes chamados de Acorna e três às vezes chamados de Acorna's Children . As duas primeiras foram escritas por Anne McCaffrey e Margaret Ball , as demais por McCaffrey e Elizabeth Ann Scarborough .

#### Série Acorna
- Acorna: The Unicorn Girl (1997) com Margaret Ball, ISBN 978-0-06-105789-2
- Acorna's Quest (1998) com Margaret Ball, ISBN 978-0-06-105790-8
- Acorna's People (1999) com Elizabeth Ann Scarborough, ISBN 978-0-06-105983-4
- Acorna's World (2000) com Elizabeth Ann Scarborough, ISBN 978-0-06-105984-1
- Acorna's Search (2001) com Elizabeth Ann Scarborough, ISBN 978-0-380-81846-4
- Acorna's Rebels (2003) com Elizabeth Ann Scarborough, ISBN 978-0-380-81847-1
- Acorna's Triumph (2004) com Elizabeth Ann Scarborough, ISBN 978-0-380-81848-8

#### Série Acorna's Children
- First Warning (2005) com Elizabeth Ann Scarborough, ISBN 978-0-06-052539-2
- Second Wave (2006) com Elizabeth Ann Scarborough, ISBN 978-0-06-052540-8
- Third Watch (2007) com Elizabeth Ann Scarborough, ISBN 978-0-06-052541-5

### Coletâneas de contos
- Get Off the Unicorn (1977) ISBN 978-0-441-00338-9
- The Girl Who Heard Dragons (1994) contém uma história de Pern com o mesmo nome) ISBN 978-0-8125-1099-7

### Romances
- The Mark of Merlin (1971) ISBN 978-1-58715-493-5
- Ring of Fear (1971) ISBN 978-1-58715-016-6
- The Kilternan Legacy (1975) ISBN 978-1-58715-793-6
- Stitch in Snow (1985) ISBN 978-0-8125-8562-9
- The Year of the Lucy (1986) ISBN 978-0-8125-8565-0
- The Lady (1987) ISBN 978-0-345-35674-1 (também publicado como The Carradyne Touch)

Three Women contém as três primeiras listadas em uma edição omnibus.

### Livros infantis
- An Exchange of Gifts (1995) ISBN 978-1-880448-48-9
- No One Noticed the Cat (1996) ISBN 978-0-8439-5903-1
- If Wishes Were Horses (1998) ISBN 978-0-8439-5912-3
- Black Horses for the King (1998) ISBN 978-0-15-206378-8 – romance histórico arturiano

### Antologias
- Alchemy and Academe (1970)
- Space Opera (1996) com Elizabeth Ann Scarborough, ISBN 978-0886777142

### Não ficção

#### Livros de receitas
- Cooking Out of This World (1973), editado por A.M.; revisado em 1992, ISBN 978-1-880448-13-7
- Serve it Forth: Cooking with Anne McCaffrey (1996), editado com John Betancourt, ISBN 978-0-446-67161-3

#### Dragons
- A Diversity of Dragons (1997), de A.M. e Richard Woods, ilustrado por John Howe, Atheneum Books, ISBN 978-0-06-105531-7 – ISFDBISFDB diz: "Catalogado como ficção pela Biblioteca do Congresso, embora seja parte não -ficção e parte livro de arte".[25]

### Outros
- [pernhome.com/aim «The Worlds of Anne McCaffrey»] Verifique valor |url= (ajuda) – site oficial, Anne McCaffrey
- Pern Home – site oficial, Pern e The Dragonriders of Pern™
- Anne McCaffrey – Guest of Honour at Eurocon 2007
- Remembrances por Peter Morwood
- Entrevista com Anne McCaffrey e Elizabeth Ann Scarborough sobre a coautoria de dois livros, A DISCUSSION WITH NATIONAL AUTHORS ON TOUR TV Series, Episódio #105 (1994)